# Bizen (Okayama)
Bizen (jap. 備前市, -shi) ist eine Stadt in der japanischen Präfektur Okayama.
Bizen ist bekannt für die dort hergestellte Bizen-Keramik.

## Geographie
Bizen liegt östlich von Okayama an dem Binnenmeer Seto-Inlandsee.

## Geschichte
Die Stadt Bizen wurde am 1. April 1971 gegründet.

## Sehenswürdigkeiten
In der Stadt sind zwei buddhistische Tempel vorhanden: der Fukushō-ji (福生寺) und der Shinkō-ji (真光寺).
Waidani Azuchiyama Ikeda-ke basho (和意谷敦土山池田家墓所) sind Grabmäler des Ikeda-Klans, der auch die in der Stadt angesiedelten Töpfer während der Edo-Zeit unterstützte. Zum Andenken an einen der bekanntesten Töpfer, der zum Lebenden Nationalschatz ernannt wurde, eröffnete 1976 das Fujiwara-Kei-Museum.

## Verkehr
In der Nähe der Stadt befindet sich die Sanyo-Autobahn. Die Nationalstraße 2 führt nach Osaka und Kitakyūshū. Weitere Nationalstraßen sind die 250, 374 und 484.
Zugverbindungen bestehen mit der JR West San’yō-Hauptlinie nach Kōbe und Kitakyūshū sowie mit der JR Akō-Linie nach Aioi und Okayama. Ein Bahnhof der San’yō-Shinkansen befindet sich in Okayama.

## Angrenzende Städte und Gemeinden
- Präfektur Okayama
  - Okayama
  - Setouchi
  - Akaiwa
  - Mimasaka
  - Wake
- Präfektur Hyōgo
  - Akō
  - Kamigōri
  - Sayō

## Söhne und Töchter der Stadt
- Kaneshige Tōyō (1896–1967), Keramikkünstler und Lebender Nationalschatz
- Fujiwara Kei (1899–1983), Keramikkünstler und Lebender Nationalschatz
- Yū Fujiwara (1932–2001), Keramikkünstler und Lebender Nationalschatz
- Isezaki Jun (* 1936), Keramikkünstler und Lebender Nationalschatz
- Rui Kodemari (* 1956), Schriftstellerin, Dichterin und Essayistin
- Yuma Tongu (* 1996), Baseballspieler
- Yoshinobu Yamamoto (* 1998), Baseballspieler